# Långöns vatten
Långöns vatten är en sjö i Sotenäs kommun i Bohuslän och ingår i Örekilsälven-Strömsåns kustområde. Sjön är 4,5 meter djup, har en yta på 0,0886 kvadratkilometer och befinner sig 24,2 meter över havet.

## Delavrinningsområde
Långöns vatten ingår i det delavrinningsområde (648450-123937) som SMHI kallar för Rinner mot Hovenäset området. Medelhöjden är 42 meter över havet och ytan är 23,14 kvadratkilometer. Det finns inga avrinningsområden uppströms utan avrinningsområdet är högsta punkten. Avrinningsområdets utflöde mynnar i havet, utan att ha någon enskild mynningsplats. Avrinningsområdet består mestadels av öppen mark (72 %) och jordbruk (24 %). Avrinningsområdet har 0,22 kvadratkilometer vattenytor vilket ger det en sjöprocent på 1 %.